# Rugby Europe Championship 2025
El Rugby Europe Championship de 2025 fue la novena edición bajo el nuevo formato del segundo torneo de rugby más importante de Europa después del Torneo de las Seis Naciones.
El torneo otorgó cuatro boletos para la Copa Mundial de Rugby de 2027 a disputarse en Australia y un boleto para el torneo final de repechaje.

## Participantes
- Alemania
- Bélgica
- España
- Georgia
- Países Bajos
- Portugal
- Rumania
- Suiza

## Fase de grupos
|  | Clasificados a las semifinales por el título.        |
|  | Clasificados a las semifinales por el quinto puesto. |

### Grupo A
| Pos. | Equipo       | Encuentros | Encuentros | Encuentros | Encuentros | Tantos  | Tantos    | Tantos     | Puntos Bonus | Puntos Totales |
| Pos. | Equipo       | jugados    | ganados    | empatados  | perdidos   | a favor | en contra | diferencia | Puntos Bonus | Puntos Totales |
| ---- | ------------ | ---------- | ---------- | ---------- | ---------- | ------- | --------- | ---------- | ------------ | -------------- |
| 1    | Georgia      | 3          | 3          | 0          | 0          | 212     | 39        | 173        | 3            | 15             |
| 2    | España       | 3          | 2          | 0          | 1          | 128     | 99        | 29         | 2            | 10             |
| 3    | Países Bajos | 3          | 1          | 0          | 2          | 104     | 93        | 11         | 1            | 5              |
| 4    | Suiza        | 3          | 0          | 0          | 3          | 13      | 226       | -213       | 0            | 0              |

#### Partidos grupo A
| 1 de febrero | Georgia | 110 - 0 | Suiza |  |  |

| 2 de febrero | España | 53 - 24 | Países Bajos |  |  |

| 8 de febrero | Georgia | 40 - 7 | Países Bajos |  |  |

| 9 de febrero | Suiza | 13 - 43 | España |  |  |

| 15 de febrero | Países Bajos | 73 - 0 | Suiza |  |  |

| 16 de febrero | España | 32 - 62 | Georgia |  |  |

### Grupo B
| Pos. | Equipo   | Encuentros | Encuentros | Encuentros | Encuentros | Tantos  | Tantos    | Tantos     | Puntos Bonus | Puntos Totales |
| Pos. | Equipo   | jugados    | ganados    | empatados  | perdidos   | a favor | en contra | diferencia | Puntos Bonus | Puntos Totales |
| ---- | -------- | ---------- | ---------- | ---------- | ---------- | ------- | --------- | ---------- | ------------ | -------------- |
| 1    | Portugal | 3          | 3          | 0          | 0          | 130     | 50        | 80         | 3            | 15             |
| 2    | Rumania  | 3          | 2          | 0          | 1          | 85      | 58        | 27         | 1            | 9              |
| 3    | Bélgica  | 3          | 1          | 0          | 2          | 83      | 90        | -7         | 0            | 4              |
| 4    | Alemania | 3          | 0          | 0          | 3          | 43      | 143       | -100       | 0            | 0              |

#### Partidos grupo B
| 31 de enero | Rumania | 48 - 10 | Alemania |  |  |

| 1 de febrero | Portugal | 40 - 30 | Bélgica |  |  |

| 8 de febrero | Bélgica | 14 - 31 | Rumania |  |  |

| 9 de febrero | Portugal | 56 - 14 | Alemania |  |  |

| 15 de febrero | Rumania | 6 - 34 | Portugal |  |  |

| 16 de febrero | Alemania | 19 - 39 | Bélgica |  |  |

## Fase final

### Zona de Bronce

#### Semifinales de bronce
| 1 de marzo | Países Bajos | 38 - 9 | Alemania |  |  |

| 1 de marzo | Bélgica | 38 - 5 | Suiza |  |  |

#### Séptimo puesto
| 15 de marzo | Alemania | 17 - 20 | Suiza |  |  |

#### Quinto puesto
- El ganador clasifica a la Fase de repesca para la Copa Mundial de Rugby de 2027.

| 15 de marzo | Países Bajos | 10 - 31 | Bélgica |  |  |

### Zona Campeonato

#### Semifinales
| 1 de marzo | Portugal | 31 - 42 | España |  |  |

| 2 de marzo | Georgia | 43 - 5 | Rumania |  |  |

#### Tercer puesto
| 16 de marzo | Portugal | 7 - 21 | Rumania |  |  |

#### Final
| 16 de marzo | Georgia | 46 - 28 | España |  |  |